# 韦俊 (唐朝)
韦俊（675年—732年9月28日），字元俊，京兆郡（今陕西省西安市）人，唐朝官员。

## 生平
韦俊在虚龄二十左右考中射举，以左卫长上为起家官，屡次升任左司御中候、左金吾司階，又出任薛王府典军，转任薛王友，很快加朝散大夫、左赞善大夫，外任中散大夫、商州别驾，出任持节、登州诸军事、登州刺史。开元二十年九月乙巳（732年9月28日），渤海国王大武艺派遣将领张文休率领海军进攻登州，韦俊被杀死，虚岁五十七。开元二十一年五月廿日（733年7月6日），韦俊与夫人渤海郡君刀氏合葬于洛阳北邙山平阴乡之原。

## 家族

### 曾祖
- 韦据，鹰扬郎将、金川公[1]

### 祖父母
- 韦麟，唐朝襄州率通县县令、襄州长史[1]
- 天水赵氏

### 父母
- 韦懿，唐朝滕州感义县县令[1]
- 贺娄氏

### 兄弟
- 韦元顺